# هیسپانیک‌ها و لاتین‌ها در تگزاس
تگزاسی‌های هیسپانیک و لاتین ساکنان ایالت تگزاس هستند که از نژاد اسپانیایی‌تبار یا لاتین هستند. از نظر سرشماری سال ۲۰۱۰ ایالات متحده، نژاد اسپانیایی‌تبار و لاتین از هر نژاد ۳۸٫۲ درصد از جمعیت این ایالت بودند. علاوه بر این، سرشماری ایالات متحده نشان می‌دهد که در سال ۲۰۱۰ جمعیت اسپانیایی‌تبار در تگزاس ۹٫۷ میلیون نفر بوده و در سال ۲۰۱۷ با تغییر ۱۸ درصدی نسبت به تخمین جمعیت اسپانیایی زبان ۲۰۱۰ به ۱۱٫۱ میلیون نفر افزایش یافته‌است.
تخانو یا تگزانو (به اسپانیایی «تگزاسی») اصطلاحی است که برای شناسایی یک تگزاسی از میراث مکزیکی یا اسپانیایی کریولو استفاده می‌شود.

## درگیری‌های نژادی

### ریشه‌ها

نقشه ای از ایالات متحده و مکزیک در اوج جنگ مکزیک آمریکا.

از سال ۱۹۱۵ تا ۱۹۱۹، در طول انقلاب مکزیک، مکزیکی‌ها و تخانوها در جنوب تگزاس با خشونت فزاینده ای از رنجرهای تگزاسی روبرو شدند. به دلیل تنش‌های ناشی از تغییر در هر دو دولت و مرزها، مردم لاتین تبار به دار آویخته شدند، مورد اصابت گلوله قرار گرفتند، سوزانده شدند، از بدن جدا شدند و شکنجه شدند. تحقیقات قانونگذاری تگزاس با مقصر دانستن رنجرهای تگزاس این دوره از خشونت را خاتمه داد. اخیراً، دولت تگزاس با نمایشگاه «زندگی و مرگ در مرز، ۱۹۱۰ تا ۱۹۲۰» این دوره از تاریخ را تصدیق کرده‌است.
نگرش‌های ضد لاتین در طی رکود بزرگ دهه ۱۹۳۰ افزایش یافت. لاتین‌ها، در میان سایر خارجی‌ها، به سرقت شغل آمریکایی‌ها و کمک به زوال اقتصاد متهم شدند. در واکنش به ناامیدی فزاینده، انگلیسی-آمریکایی، دولت ایالات متحده ۲ میلیون لاتین را با زور از بین برد که اکثر آنها شهروند آمریکایی بودند. در طی این بازگشت‌ها، دولت‌های محلی کمک به کسانی که از نژاد مکزیکی هستند را رد کردند، کرایه قطار را به مکزیک ارائه دادند و به جوامع لاتین حمله کردند. در حالی که کارفرمایان کارگران لاتین را اخراج می‌کردند، بیمارستانهای لاتین را با معلولیت و بیماری از بین بردند. برای جلوگیری از حمله و تبعیض، بسیاری از مردم لاتین داوطلبانه به مکزیک بازگشتند. تا سال ۱۹۳۶، تقریباً یک سوم جمعیت لاتین تگزاس به کشور خود بازگردانده شدند.
این احساسات در دهه ۱۸۴۰ با پایان جنگ مکزیک و آمریکا و امضای پیمان گوادالوپه هیدالگو بیشتر شد. با افزایش جمعیت لاتین با اخراج غیرقانونی غیرقانونی، خشونت، نژادپرستی و تفکیک روبرو شد. به عنوان نمونه این واکنشها حمله خیابان اولیورا در سال ۱۹۳۱ بود. در طی این حمله، مأموران اجرای قانون و مهاجرت تقریباً ۴۰۰ مکزیکی-آمریکایی را علی‌رغم تابعیت یا وضعیت مهاجرت در آمریکا دستگیر و تبعید کردند.

### خشونت اوباش
احساسات ضد لاتین در زمان طلا طلای کالیفرنیا افزایش یافت زیرا بسیاری از لاتین‌ها مهارت‌های استخراج پیشرفته تری نسبت به همتایان سفیدپوست خود نشان دادند. از اواخر قرن نوزدهم، دوران طلا راش، تا اوایل قرن بیستم، خشونت اوباش علیه افراد اسپانیایی زبان یک امر عادی شد و تعداد قربانیان به بیش از هزاران نفر رسید. در این دوره، رنجرهای تگزاس مردها، زنان و کودکان اسپانیایی‌تبار را به اتهاماتی مانند سرقت گاو، قتل، جادوگری و حتی امتناع از کمانچه، لاینچ کرد. برخی از مطالعات موردی شامل سوزاندن رفوجیو رامیرز و خانواده اش به جرم جادوگری همسایگان در سال ۱۸۸۰ توسط گروهی از مردم در منطقه کالین، تگزاس شمالی بود. واقعه دیگر شامل کشتار پرونیر در سال ۱۹۱۸ بود که شامل توقیف و ترور ۱۵ مرد و پسر از روستای پرونیر در منطقه پرسیدیو، تگزاس بود. اگرچه رنجرهای تگزاس قتل‌ها را با متهم کردن مردم به دزد، جاسوس و قاتل توجیه کرد، اما تحقیقات ارتش ایالات متحده و وزارت امور خارجه نشان داد که مخازن پرونیر غیرمسلح و بی‌گناه بودند. در نتیجه، دولت ایالت تگزاس تحقیق دربارهٔ رنجرهای تگزاس را آغاز کرد.